# Liste de films français sortis en 1982
Listes de films français
- 1978
- 1979
- 1980
- 1981
- 1982
- 1983
- 1984
- 1985
- 1986

Liste non exhaustive de films français sortis en 1982

## 1982
| Titre                                    | Réalisateur            | Distribution                                                                                    | Genre                    |
| ---------------------------------------- | ---------------------- | ----------------------------------------------------------------------------------------------- | ------------------------ |
| L'As des as                              | Gérard Oury            | Jean-Paul Belmondo                                                                              | Comédie                  |
| La Balance                               | Bob Swaim              | Nathalie Baye, Philippe Léotard, Richard Berry                                                  | Policier                 |
| La Boum 2                                | Claude Pinoteau        | Sophie Marceau                                                                                  | Comédie                  |
| Le Beau Mariage                          | Éric Rohmer            | André Dussollier, Béatrice Romand                                                               | Comédie dramatique       |
| Le Choc                                  | Robin Davis            | Alain Delon, Catherine Deneuve, Philippe Léotard                                                | Policier, Thriller       |
| Le Corbillard de Jules                   | Serge Penard           | Aldo Maccione, Francis Perrin, Jean-Marc Thibault                                               | Comédie                  |
| L'Étoile du nord                         | Pierre Granier-Deferre | Simone Signoret, Philippe Noiret                                                                | Policier                 |
| Les Fantômes du chapelier                | Claude Chabrol         | Michel Serrault, Charles Aznavour                                                               | Drame                    |
| Le Gendarme et les Gendarmettes          | Jean Girault           | Louis de Funès, Michel Galabru                                                                  | Comédie                  |
| Le Grand Frère                           | Francis Girod          | Gérard Depardieu, Souad Amidou                                                                  | Drame                    |
| La Guérilléra                            | Pierre Kast            | Agostina Belli, Jean-Pierre Cassel, Victoria Abril                                              | Guerre                   |
| Guy de Maupassant                        | Michel Drach           | Claude Brasseur, Jean Carmet, Miou-Miou                                                         | Biopic                   |
| L'Honneur d'un capitaine                 | Pierre Schoendoerffer  | Nicole Garcia, Jacques Perrin, Georges Wilson                                                   | Drame                    |
| Ils appellent ça un accident             | Nathalie Delon         | Patrick Norbert, Nathalie Delon, Gilles Segal                                                   | Drame                    |
| Josepha                                  | Christopher Frank      | Miou-Miou, Claude Brasseur, Bruno Cremer                                                        | Drame                    |
| Légitime Violence                        | Serge Leroy            | Claude Brasseur, Véronique Genest, Thierry Lhermitte                                            | Action                   |
| Litan : La Cité des spectres verts       | Jean-Pierre Mocky      | Marie-José Nat, Jean-Pierre Mocky                                                               | Horreur, Fantastique     |
| Ma femme s'appelle reviens               | Patrice Leconte        | Michel Blanc, Anémone                                                                           | Comédie                  |
| Mille milliards de dollars               | Henri Verneuil         | Patrick Dewaere, Caroline Cellier, Charles Denner                                               | Drame, Thriller          |
| La Morte vivante                         | Jean Rollin            | Marina Pierro, Françoise Blanchard                                                              | Érotico-horreur          |
| On n'est pas sorti de l'auberge          | Max Pécas              | Jean Lefebvre, Bernadette Lafont, Georges Beller                                                | Comédie                  |
| N'oublie pas ton père au vestiaire       | Richard Balducci       | Jean Lefebvre, Manuel Gélin                                                                     | Comédie                  |
| Paradis pour tous                        | Alain Jessua           | Patrick Dewaere, Jacques Dutronc                                                                | Comédie dramatique       |
| La Passante du Sans-Souci                | Jacques Rouffio        | Michel Piccoli, Romy Schneider                                                                  | Drame                    |
| Passion                                  | Jean-Luc Godard        | Isabelle Huppert, Hanna Schygulla, Michel Piccoli                                               | Drame                    |
| Le père Noël est une ordure              | Jean-Marie Poiré       | Anémone, Thierry Lhermitte, Gérard Jugnot, Marie-Anne Chazel Christian Clavier, Josiane Balasko | Comédie                  |
| La Petite Bande                          | Michel Deville         | François Marthouret, Robin Renucci, Daniel Martin                                               | Comédie                  |
| Plus beau que moi, tu meurs              | Philippe Clair         | Aldo Maccione, Philippe Clair                                                                   | Comédie                  |
| Pour cent briques, t'as plus rien...     | Édouard Molinaro       | Gérard Jugnot, Daniel Auteuil, Anémone                                                          | Comédie                  |
| Qu'est-ce qu'on attend pour être heureux | Coline Serreau         | Henri Garcin, Romain Bouteille, Evelyne Buyle                                                   | Comédie                  |
| Le Retour de Martin Guerre               | Daniel Vigne           | Gérard Depardieu, Nathalie Baye                                                                 | Drame, Film historique   |
| Les Sous-doués en vacances               | Claude Zidi            | Daniel Auteuil, Guy Marchand, Grace de Capitani, Charlotte de Turckheim                         | Comédie                  |
| Te marre pas... c'est pour rire !        | Jacques Besnard        | Aldo Maccione, Michel Galabru, Marthe Mercadier                                                 | Comédie                  |
| T'es folle ou quoi ?                     | Michel Gérard          | Aldo Maccione, Fabrice Luchini, Nicole Calfan                                                   | Comédie                  |
| Tout feu, tout flamme                    | Jean-Paul Rappeneau    | Yves Montand, Isabelle Adjani, Alain Souchon                                                    | Comédie                  |
| La Truite                                | Joseph Losey           | Isabelle Huppert, Jean-Pierre Cassel, Jeanne Moreau                                             | Drame                    |
| Une chambre en ville                     | Jacques Demy           | Dominique Sanda, Richard Berry, Michel Piccoli                                                  | Film musical, Drame      |
| La Vraie Histoire de Gérard Lechômeur    | Joaquín Lledó          | Pierre Clémenti, Nico, Jorge Amat, Féodor Atkine, Jim Adhi Limas                                | Film expérimental, drame |
| Y a-t-il un Français dans la salle ?     | Jean-Pierre Mocky      | Victor Lanoux, Jacques Dutronc, Jacqueline Maillan                                              | Comédie dramatique       |